# Schönfeld (Thermalbad Wiesenbad)
Schönfeld ist ein Ortsteil der sächsischen Gemeinde Thermalbad Wiesenbad im Erzgebirgskreis.

## Geografie

### Lage
Schönfeld liegt etwa 4,5 Kilometer nordnordwestlich von Annaberg im Erzgebirge. Südlich des Ortes verläuft die Zschopau, welche hier gleichzeitig die Flur begrenzt, westlich der ihr zufließende Greifenbach aus dem Geyerschen Wald. Unweit des nördlichen Ortsausganges liegt der 608 m ü. NN hohe Vogelberg.
Durch Schönfeld verläuft die Bundesstraße 95 Chemnitz–Oberwiesenthal, nördlich des Ortes besteht Anschluss an die dort verlaufenden Staatsstraße 222 Elterlein–Schönbrunn. Über Kommunalsstraßen besteht zudem Anschluss an Wiesa.

### Nachbarorte
|            | Ehrenfriedersdorf                           | Neundorf |
| Geyer      | Kompassrose, die auf Nachbargemeinden zeigt |          |
| Tannenberg | Frohnau                                     | Wiesa    |

## Geschichte

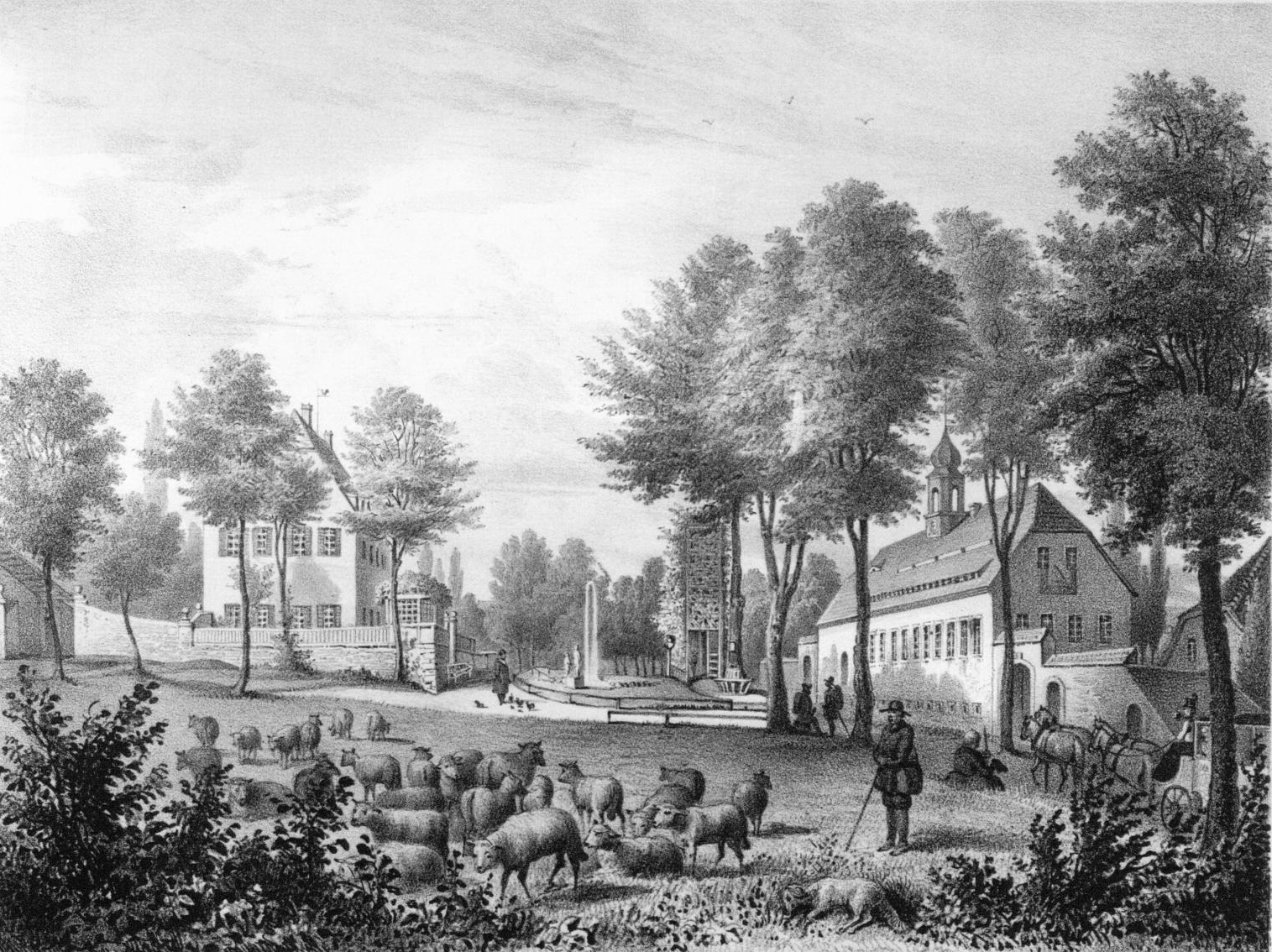
Rittergut Schönfeld (um 1860)

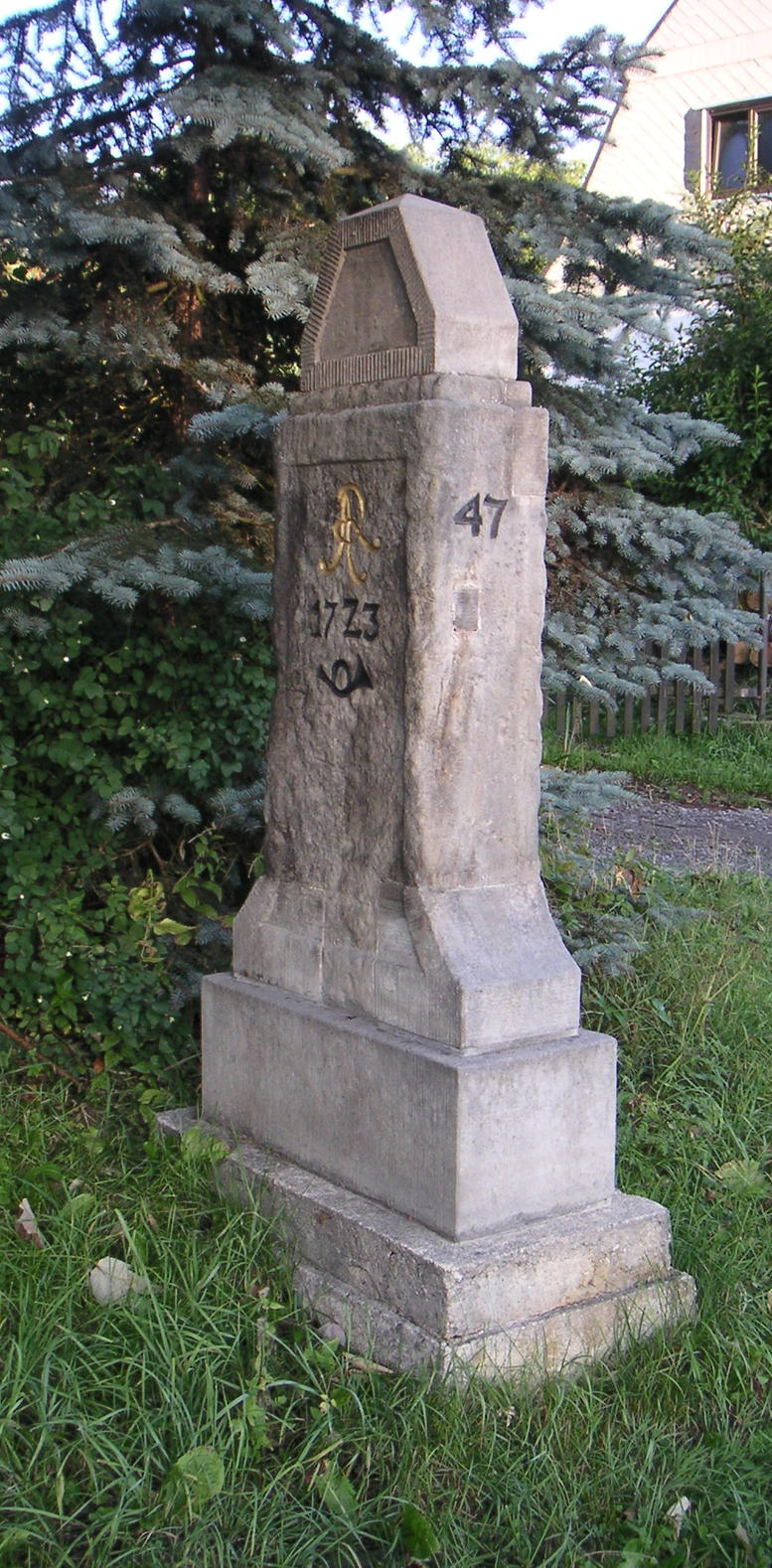
Kursächsischer Viertelmeilenstein von 1723 an der heutigen B 95

Schönfeld wurde 1375 gegründet. Die erste urkundliche Erwähnung des Ortes datiert von 1386, 1501 schreibt man ihn Schonffelt. Kirchlich gehört Schönfeld zur Parochie Ehrenfriedersdorf. August Schumann nennt 1823 im Staats-, Post- und Zeitungslexikon von Sachsen Schönfeld betreffend u. a.: 

„[…] hat, ungeachtet der Häuser eben nur gegen 60 sind, doch über 450 Bewohner (1801 gab man 356 Consumenten, 229 Kühe und 280 Schafe ohne das Rittergut an); […] Der Bergbau, den sie auf den Ehrenfriedersdorfer Gruben treiben, die Klöppelei, Spinnerei und Viehzucht sind ihre vorzüglichsten Gewerbe; zu letzterer sind nach Wiesa hin sehr gute Wiesen vorhanden. Der Ackerbau ist zwar, verglichen mit den umliegenden Orten, wegen flacherer Felder nicht ohne Nutzbarkeit; das Dorf hat aber wenig Feld, da die Wirthschaft des Ritterguts stark ist, und in Osten und Norden die Holzungen bald beginnen. Nur der Flachsbau ist wichtig, und selbst in der Ferne berühmt. Es giebt hier einen neuen, sehr schönen Gasthof, ein Geleitshaus, 2 Mühlen mit 4 Gängen, […]“

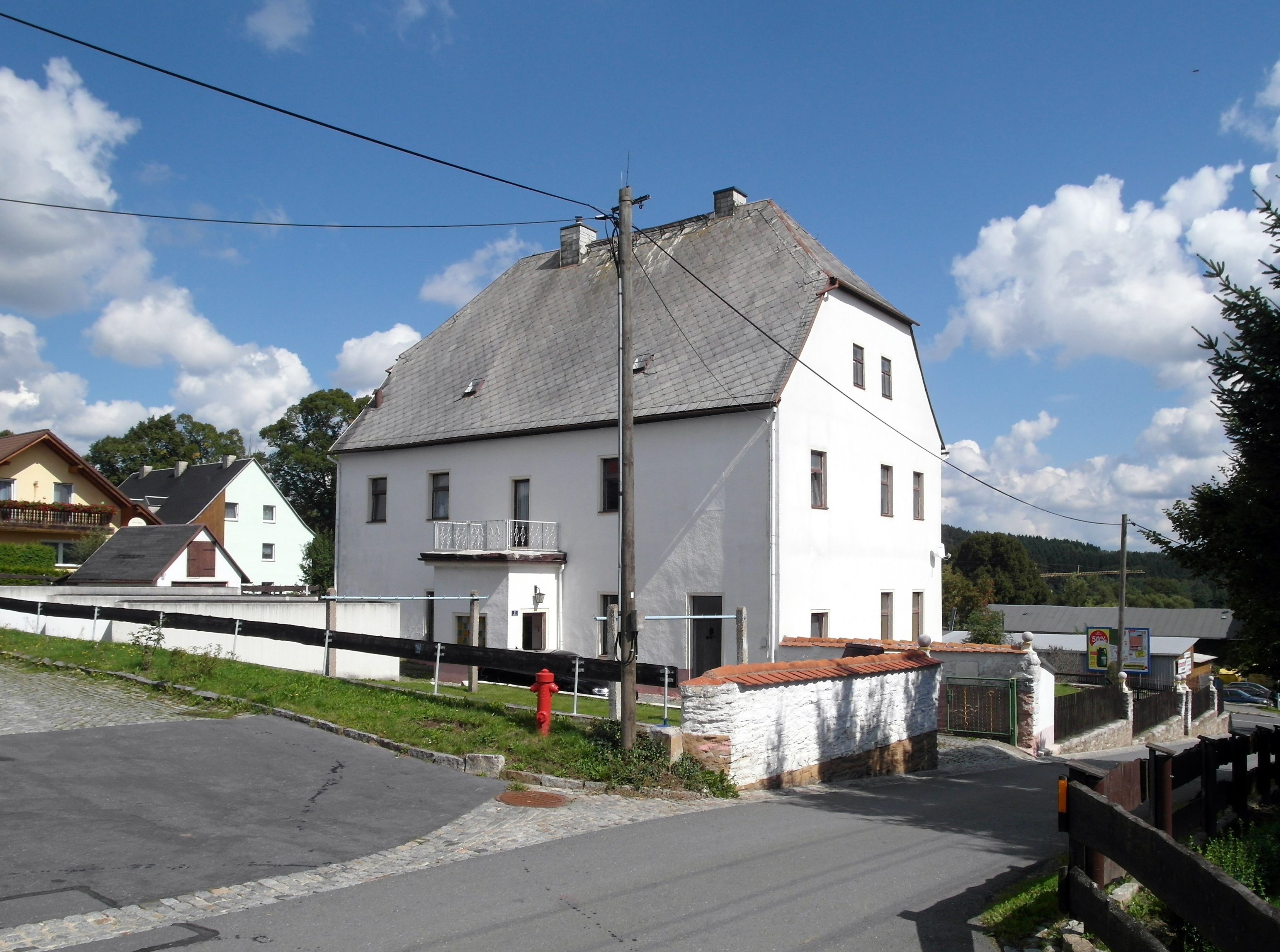
Rittergut Schönfeld, ehem. Herrenhaus, 2017

Das hiesige Rittergut betreffend führt er an: 

„Das hiesige Rittergut, welches früher dem Geschlechte von Nostitz gehörte, jetzt aber der Annaberger Familie Eisenstuck zusteht, liegt an des Dorfes Mitte und an der Straße, und hat seit dem Brande 1806 durchaus neue, nicht gerade kostbare, aber schöne und symmetrische Gebäude mit einem Türmchen, einer Schlaguhr, Blitzableitern u. s. w. – kurz und gut, das Gut gehört, obgleich nicht zu den größten, doch zu den schönsten im Erzgebirge, hat auch wichtige Brauerei und Brennerei, starke Rindviehzucht, eine kleine, aber gute Schäferei, (ihre Gebäude stehn westlich, nahe am Gute) und überhaupt eine nutzbare Wirthschaft, etwas Holz, und einige Teiche im Grunde des Dorfes. Auch ist dieses Gut mit dem Bergregale auf Zinn und einige andre Foßilien beliehen, hält deshalb – ohngeachtet der Bau jetzt gering ist – eigne Berggerichte, und genießt, wenn es Zechen verleiht, den rauhen Zehenden. Im Jahre 1553 kaufte das Gut der Stadtrath zu Annaberg denen von der Oelßnitz ab.“

Mit dem Bau der Zschopautalbahn erhielt der Ort mit der Station „Schönfeld-Wiesa“ am 1. Februar 1866 Eisenbahnanschluss. Der Bahnhof lag jedoch dieser fast 2 Kilometer südöstlich der Ortsmitte. Mit Bau und Eröffnung der Schmalspurbahn nach Geyer am 1. Dezember 1888 wurde dieser Spurwechselbahnhof und erfuhr dahingehend umfangreiche Erweiterungen.
Mit der Schmalspurbahn erhielt der Ort den Haltepunkt „Schönfeld (Zschopautal)“ an dieser Strecke, jedoch lag dieser ebenfalls etwa 2 km entfernt vom Ort. Am 16. August 1967 wurde der Personenverkehr eingestellt.
Am 1. Januar 1999 erfolgte der Zusammenschluss der bis dahin eigenständigen Gemeinden Neundorf, Schönfeld, Wiesa und Wiesenbad zur neuen Gemeinde Wiesa. Am 1. Januar 2005 erfolgte die Umbenennung der Gemeinde in Thermalbad Wiesenbad.
Zum 1. April 2007 wurde der Bahnhof „Schönfeld-Wiesa“ zugunsten des wenig später in der Ortsmitte von Wiesa neu eingerichteten Haltepunktes „Wiesa (Erzgeb)“ aufgelassen, heute existiert von den ehemals umfangreichen baulichen Anlagen nur noch das Empfangsgebäude.

## Entwicklung der Einwohnerzahl
| Jahr | Einwohnerzahl                          |
| ---- | -------------------------------------- |
| 1551 | 29 besessene Mann, 27 Inwohner         |
| 1764 | 27 besessene Mann, 10 Häusler, 6 Hufen |
| 1834 | 403                                    |
| 1871 | 596                                    |
| 1890 | 639                                    |

| Jahr | Einwohnerzahl |
| ---- | ------------- |
| 1910 | 783           |
| 1925 | 919           |
| 1939 | 893           |
| 1946 | 928           |
| 1950 | 1063          |

| Jahr | Einwohnerzahl |
| ---- | ------------- |
| 1964 | 956           |
| 1990 | 811           |
| 1998 | 957           |

## Sehenswürdigkeiten

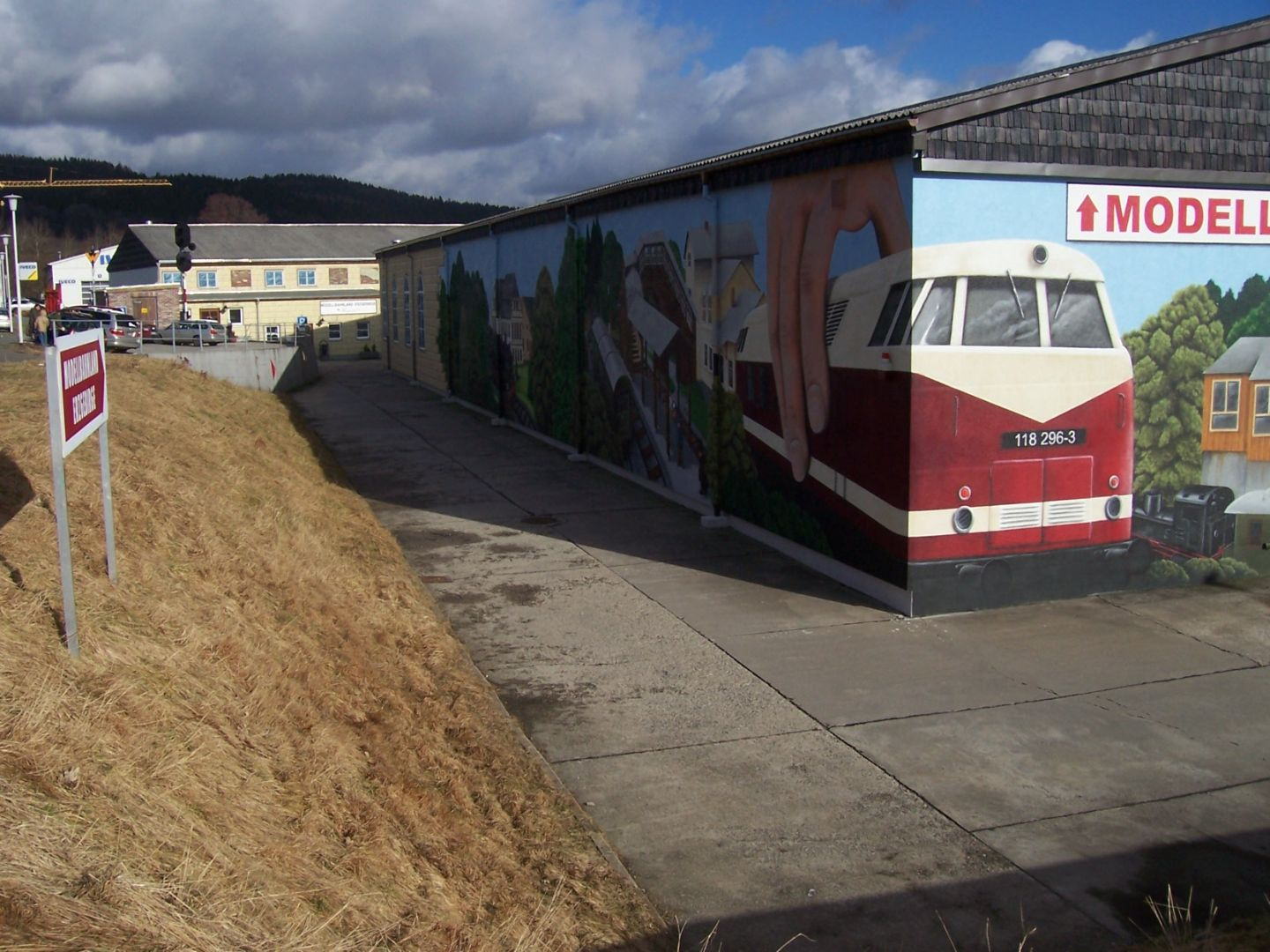
Modellbahnland Erzgebirge

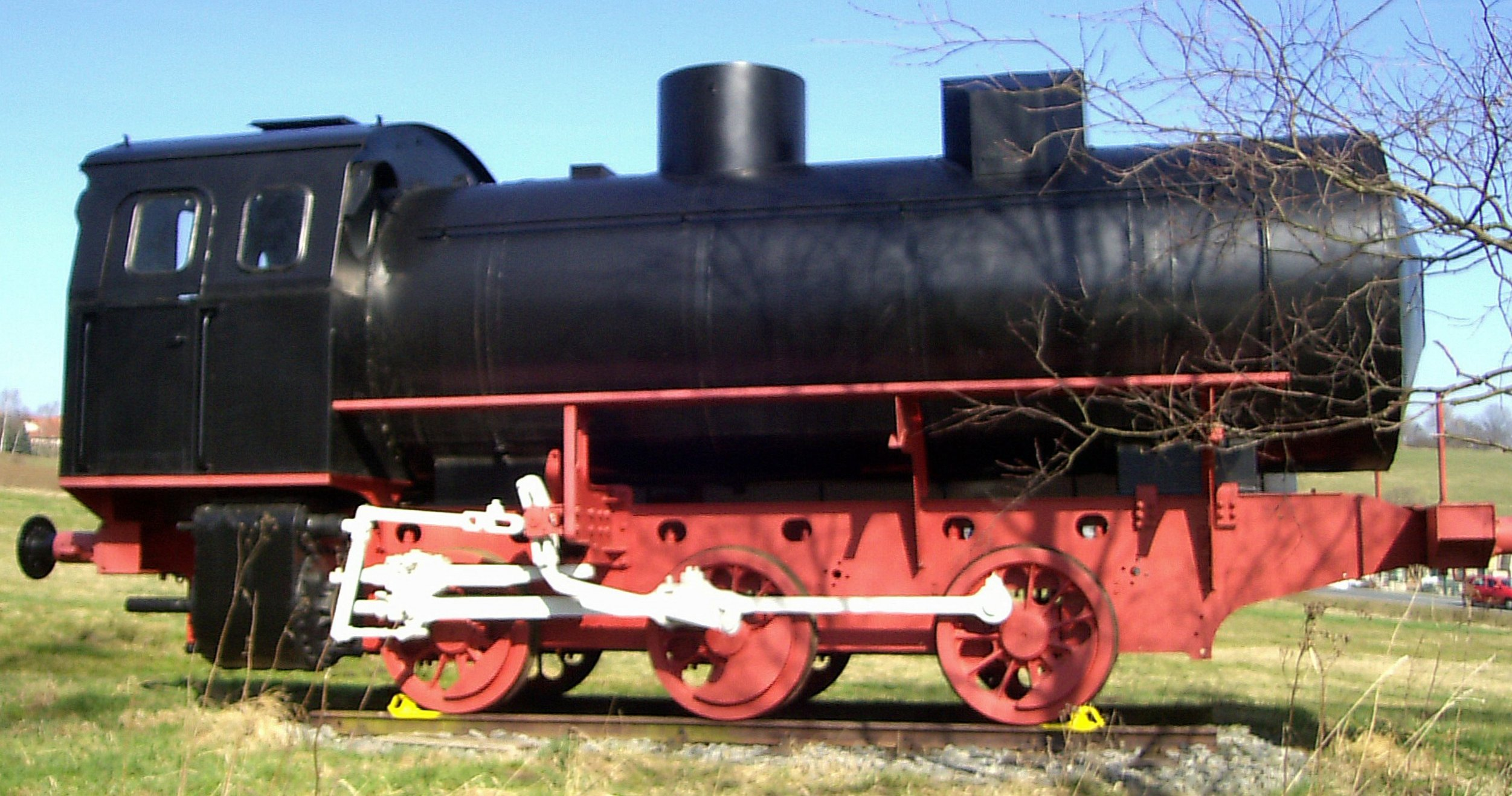
Dampfspeicherlok nahe der B 95 am südlichen Ortsausgang – früher in der örtlichen Papierfabrik im Einsatz, heute als Werbeträger für die Preßnitztalbahn

- Modellbahnland Erzgebirge; gezeigt werden die Eisenbahnen des ehemaligen Landkreises Annaberg um das Jahr 1980. Mit ca. 760 m² Ausstellungsfläche ist sie derzeit Europas größte Schauanlage in Spur I und Ie.

## Schönfelder Papierfabrik
1911 wurde die Schönfelder Papierfabrik gegründet. Sie besaß zu der Zeit eine der größten Papiermaschinen der Welt. Das Werk besaß einen Gleisanschluss an der Schmalspurbahn. 1951 wurde das Unternehmen enteignet, im Jahr 1985 wurde die Papiermaschine durch eine neue Anlage in gleicher Arbeitsbreite ersetzt und versorgte die damalige DDR mit Pressepapieren, nach Betriebseinstellung auf der Schmalspurbahn 1967 wurde ein Restgüterverkehr zwischen Fabrik und dem Bahnhof Schönfeld-Wiesa aufrechterhalten. Aufgrund des starken Gefälles mussten weiterhin Dampflokomotiven eingesetzt werden und somit war der Zugbetrieb für die DR unwirtschaftlich. Da die Fabrik nicht auf den Eisenbahnanschluss verzichten konnte, wurde 1985 der verbliebene Anschluss auf Normalspur umgebaut.
Eine Rückübertragung des Werkes erfolgte schließlich im März 1996. Mit umfangreichen Investitionen wurde das Werk bis Juni 1997 auf den aktuellen Stand der Technik gebracht.
Das Werk lieferte im Jahr 2011 etwa 45.000 Tonnen Papier pro Jahr und beschäftigt 85 Mitarbeiter, im Jahr 2023 sind es 50.000 Jahrestonnen und 130 Mitarbeiter. Die Saveco GmbH verkauft das Papier an Händler.

## Persönlichkeiten, die mit dem Ort in Verbindung stehen
- Carl Friedrich Reiche-Eisenstuck (1790–1864), Politiker und Präsident der II. Kammer des sächsischen Landtags, Rittergutsbesitzer in Schönfeld